# Materialien zur Kunde des Buddhismus
Materialien zur Kunde des Buddhismus war eine überwiegend Buchreihe zur Kunde des Buddhismus. Sie wurde von Max Walleser an seinem privaten  Institut für Buddhismus-Kunde in Heidelberg herausgegeben und erschien in Leipzig bei O. Harrassowitz und später bei Carl Winter in Heidelberg. Verschiedene renommierte Fachgelehrte haben daran mitgewirkt. Insgesamt erschienen 21 Bände.

## Bände
- 1 Das Edikt von Bhabra. Walleser, Max. - Leipzig : O. Harrassowitz, 1923
- 2 Ga las hjigs med: die tibetische Version von Nāgārjuna's Kommentar Akutobhayā zur Madhyamaka-kārikā; nach der Pekinger Ausg. des Tanjur hrsg. von Max Walleser. Leipzig, Harrassowitz, 1923
- 3 Yukti-sastikâ: Die 60 Sätze d. Negativismus / [Nagarjuna]. Nach der chinesischen Version übers. von Phil. Schäffer. - Heidelberg : Institut f. Buddhismus-Kunde, 1923 Umschlagt.: 1924
- 4 Sprache und Heimat des Pali-Kanons. Walleser, Max. - Heidelberg: Institut für Buddhismus-Kunde, 1924
- 5 Dogmatik des modernen südlichen Buddhismus. Aung, Shwe Zan. - Heidelberg : Institut für Buddhismus-Kunde, 1924
- 6 Die Weltanschauung des modernen Buddhismus im fernen Osten. Otto Rosenberg - Heidelberg : Institut für Buddhismus-Kunde, 1924
- 7/8 Die Probleme der buddhistischen Philosophie / Hälfte 1. Otto Rosenberg. Aus d. Russ. übers. von E. Rosenberg. Heidelberg. 1924 - Prolemy buddijskoj filosofii (dt.)
- 9 Nochmals das Edikt von Bhabra. Walleser, Max. - Heidelberg : O. Harrassowitz [in] Leipzig, 1925
- 10 Der individualistische Idealismus der Yogācāra-Schule. Masuda, Jiryo. - Heidelberg : O. Harrassowitz [in] Leipzig, 1926
- 11 Zur Aussprache des Sanskrit und Tibetischen. Walleser, Max. - Heidelberg : O. Harrassowitz, 1926
- 12 Indische Strömungen in der islamischen Mystik / 1. Zur Geschichte und Kritik. Max Horten. 1927 Teildigitalisat
- 13 Indische Strömungen in der islamischen Mystik / 2. Lexikon wichtigster Termini d. islam. Mystik. Horten, Max. 1928 [Ausg. 1927]
- 14 Akşara-Çatakam. Aryadeva. - Leipzig : O. Harrassowitz, 1930
- 15 The Nyȳamukha of Dignāga. Dignāga. - Leipzig : O. Harrassowitz, 1930
- 16 The Man and the Word. Caroline Rhys Davids[2]. - Leipzig : O. Harrassowitz, 1930
- 17 Zur Lehre vom Bewusstsein (Vijn̄ānavāda) bei den späteren Buddhisten. Wolff, Erich. - Heidelberg : Carl Winter 1930
- 18 Rin-chen-grub: History of Buddhism. Teil 1. The Jewelry of scripture / transl. from Tibetan by E. Obermiller. [With an introduction by Th. Steherbatsky] [Ausg. 1930]
- 19 Rin-chen-grub: History of Buddhism. Teil 2. The history of Buddhismus in India and Tibet / transl. from Tibetan by E. Obermiller. [Ausg. 1930]
- 20 Sein als Bewußtsein. Schott, Magdalene. - Heidelberg : Carl Winter, 1935
- 21 Vom Divyâvadâna zur Avadâna-Kalpalatâ. Zinkgräf, Willi. - Heidelberg : Carl Winter, 1940